# Campanula embergeri
Campanula embergeri là loài thực vật có hoa trong họ Hoa chuông. Loài này được Litard. & Maire mô tả khoa học đầu tiên năm 1930.